# 硫代亚硫酸
硫代亚硫酸（HS−S(=O)−OH）是一种硫的含氧酸，拥有低氧化态 (+1) 的硫。它可以被视为一氧化二硫的对应酸。 硫代亚硫酸可以由在室温下反应硫化氢和二氧化硫而成。硫代亚硫酸分子缩合时不稳定，会与其自身反应。 
它在水中会分解成氧化硫烷或连多硫酸。
其它硫代亚硫酸的可能异构体有连二次硫酸，结构式 HOSSOH，是一种链状分子；硫化次硫酸 (S=S(OH)2) ，是硫代亚硫酸的互变异构体，由巯基中的氢原子移动到氧原子那里去而成。HOSSOH 有两种构象异构，对称性分别为 C1 和 C2。根据计算，硫代亚硫酸本身是最稳定的异构体。

## 反应
硫代亚硫酸可以由二氯化二硫的水解而成。
在碱性条件下，硫代亚硫酸会迅速分解，形成硫化物，硫，亚硫酸盐和硫代硫酸盐的混合物。在酸性条件下，它也会分解并形成硫化氢和二氧化硫。当中的一些反应会形成连五硫酸酯和其他聚硫酸酯。硫代亚硫酸与亚硫酸反应生成连四硫酸酯，并与硫代硫酸生成连六硫酸酯。

## 盐
硫代亚硫酸的盐被称为硫代亚硫酸盐。这个阴离子为S=SO2−
2。不过，它们都未被发现。

## 酯
对于 R2S2O2，有四种可能的异构体。它们可能有二价和四价硫：(RO)2S=S、ROSSOR、RS(O)2SR和RS(O)SOR。对于前两个硫代亚硫酸酯，R基团是等价的，不过后两个的R基团不是等价的。一个简单的硫代亚硫酸酯是硫代亚硫酸乙酯 (EtO)2S=S。它也被称为二乙基硫代亚硫酸。它在NMR时标上为约140℃的立体化学刚性，有点类似于二乙基亚砜。许多衍生物是由二醇制备的。从间-二苯乙二醇 (PhCH(OH)−CH(OH)Ph)中，可以得到两种异构体，而第三个异构体来自 d,l-PhCH(OH)−CH(OH)Ph。
简单烷氧基的来源和二氯化二硫的反应形成没有支链的ROSSOR。它们与水不混溶，但溶于苯或四氯化碳。这些物质的硬性不如硫代亚硫酸酯。